# 小行星3953
小行星3953（英語：3953 Perth）是一颗围绕太阳公转的小行星。1986年11月6日，愛德華·鮑威爾在可可尼诺县发现了此天体。
这颗小行星的绝对星等为237.8567256332128等。